# Hedrick (Indiana)
Hedrick è una comunità non incorporata della contea di Warren, Indiana, Stati Uniti.

## Geografia fisica
Hedrick si trova su terreni agricoli pianeggianti e aperti ai margini meridionali della Jordan Township, all'incrocio tra le County Roads 900 West e 100 South. Si trova a circa 2 miglia (3,2 km) ad est del confine con l'Illinois, a 11 miglia (18 km) ad ovest del capoluogo della contea di Williamsport e a 1,5 miglia (2,4 km) a nord della State Road 28. La sua altitudine è di 709 piedi. Prima della fondazione della città, un sito boscoso chiamato Hedrick's Grove si trovava a est del vicino Redwood Creek.

## Storia
La città di Hedrick iniziò ad esistere il 31 luglio 1881 con la sua pianificazione dai locali Parmenas G. Smith e G. W. Compton. La prima casa fu costruita da John Hendricks e il primo negozio aperto da Zarse & Ahrens. La città aveva anche una farmacia gestita da Frank Hartman e una scuola fu costruita nei primi anni 1880. Un ufficio postale fu istituito a Hedrick il 14 gennaio 1880 e fu chiuso il 31 gennaio 1959.
Un tornado distrusse quasi Hedrick il 17 aprile 1922. La tempesta tagliò un sentiero attraverso la città larga un ottavo di miglio, uccidendo quattro residenti, distruggendo sei case e dieci imprese, lasciando intatti solo tre edifici. In seguito alla tempesta, i giornali stimavano che da dieci a cinquantamila persone si affollavano nell'area per vedere la distruzione, spingendo il governatore a schierare una parte della milizia statale per controllare la folla e impedire il saccheggio.